# Tiborszállás
Tiborszállás is een plaats (község) en gemeente in het Hongaarse comitaat Szabolcs-Szatmár-Bereg. Tiborszállás telt 1054 inwoners (2001).